# Процесс без предварительного следствия
«Процесс без предварительного следствия» (итал. Processo per direttissima) — фильм 1974 года режиссёра Лучио ДеКаро, вдохновлённый делом Джузеппе Пинелли и терактом в Италикусе. Был представлен в рамках «Двухнедельника режиссёров» на Каннском кинофестивале 1974 года.

## Сюжет
После теракта в поезда, в ходе расследования полиция арестовывает молодого рабочего Стефано Бальдини (итал. Stefano Baldini), боевика левой группировки, который, однако, погибает во время допроса в полиции при невыясненных обстоятельствах. Его сестра подозревает, что это был не несчастный случай, и пытается выяснить правду вместе с журналисткой Кристиной Висконти (итал. Cristina Visconti). Поскольку ничего не получается, последняя делает отчаянный выстрел, обвиняя трёх агентов полиции в том, что они стали причиной смерти подследственного своими избиениями, даже не имея доказательств. Таким образом, ей удаётся спровоцировать судебный процесс по делу о клевете, в ходе которого, благодаря адвокату Финальди (итал. Finaldi), своему другу, она не только избавится от осуждения, но, в конце концов, сможет восстановить истину.

## В ролях
- Бернар Блие — судья
- Гвидо Чернилья — судья
- Марио Адорф — прокурор Бенедиктер
- Габриэле Ферцетти — адвокат Финальди
- Ерос Пагни[итал.] — комиссар Антонелли
- Адольфо Ластретти[итал.] — комиссар Мартино
- Омеро Антонутти[итал.] — комиссар Мессине
- Адальберто Мария Мерли — бригадир Пендико
- Франко Ангрисано[итал.] — доктор Кьярини
- Ира фон Фюрстенберг — Кристина Висконти
- Микеле Плачидо — Стефано Бальдини